# Буди-Пясечне
Буди-Пясечне (пол. Budy Piaseczne) — село в Польщі, у гміні Завідз Серпецького повіту Мазовецького воєводства.
Населення — 96 осіб (2011).
У 1975-1998 роках село належало до Плоцького воєводства.

## Демографія
Демографічна структура станом на 31 березня 2011 року:
|          | Загалом | Допрацездатний вік | Працездатний вік | Постпрацездатний вік |
| -------- | ------- | ------------------ | ---------------- | -------------------- |
| Чоловіки | 46      | 8                  | 35               | 3                    |
| Жінки    | 50      | 13                 | 27               | 10                   |
| Разом    | 96      | 21                 | 62               | 13                   |